# Спомен-биста Јовану Суботићу у Београду
Спомен-биста Јовану Суботићу у Београду је споменик у Београду. Налази се на Калемегдану у општини Стари град.

## Опште карактеристике
Спомен-биста постављена је 1896. године, а рад је српског вајара и академика Ђорђа Јовановића. Јован Суботић (Добринци, 30. јануар/11. фебруар 1817 — Земун, 16./28. јануар 1886) је био доктор филозофије, адвокат, српски песник и политичар.